# Robert Carter (Schriftsteller)
Robert Carter (* 1955 in Newcastle-under-Lyme, Staffordshire, England; † 2015) war ein britischer Schriftsteller von Fantasy- und historischen Romanen.

## Leben und Wirken
Robert Carter wuchs in Sydney in Australien und später in Lancashire auf. Er studierte Astrophysik an der Newcastle University, wo er mit dem Schreiben von Science-Fiction-Geschichten begann. Nach dem Studium arbeitete er in der Ölindustrie in Dallas, Texas, später auf Bohrinseln im Nahem Osten und in Afrika, unter anderem auf der „Ron Tappmeyer“, die im Oktober 1980 im Persischen Golf explodierte, wobei 19 Menschen ums Leben kamen. Die Arbeit führte ihn auch in selten besuchte Gebiete wie die Wüste Rub al-Chali und Teile von Äquatorialafrika.
Nach der Arbeit in der Ölindustrie bereiste er Europa und Asien, so Ost-Berlin, Warschau, Moskau und Leningrad. Er fuhr mit der Transsibirischen Eisenbahn und besuchte Japan, Hongkong, Myanmar, Indien, Sri Lanka und Indonesien. Nach der Rückkehr arbeitete er für die BBC und wurde 1986 in London freier Schriftsteller.

## Werke
- Armada. Orion, London 1988, ISBN 978-1-8579-7409-6.
Deutsch: Armada. Aus dem Englischen von Monika Curths. List, München 1989, ISBN 978-3-471-77225-6.
- Gentlemen of fortune. Sphere, London 1989, ISBN 978-0-7474-0195-7.
- Talwar. Orion, London 1993, ISBN 978-1-8579-7434-8.
Deutsch: Talwar. Aus dem Englischen von Dorothee Asendorf, Margarete Längsfeld. List, München/Leipzig 1993, ISBN 978-3-471-77237-9.
- Courage. Orion, London 1995, ISBN 978-1-8579-7632-8.
Deutsch: Der Liebhaber zur See. Aus dem Englischen von Holger Wolandt. List, München/Leipzig 1997, ISBN 978-3-471-77239-3. Neuauflage: Der Gesang des Windes. Bastei Lübbe, Bergisch Gladbach 1999, ISBN 978-3-404-12955-3.
- Barbarians. Orion, London 1998, ISBN 978-0-7528-1696-8.
Deutsch: Taiping. Aus dem Englischen von Werner Peterich. List, München 2000, ISBN 978-3-471-77245-4. Neuauflage: Der Sohn des Himmels. Bastei Lübbe, Bergisch Gladbach 2002, ISBN 978-3-404-14759-5.

- Trilogie Language of stones:

1. The Language of Stones. HarperCollins, London 2004, ISBN 978-0-00-716923-8.
Deutsch: Der Pfad der Steine. Aus dem Englischen von Ingrid Herrmann-Nytko. Heyne, München 2005, ISBN 978-3-453-52075-2.
2. The Giants’ Dance. HarperCollins, London 2005, ISBN 978-00-0716924-5.
Deutsch: König der Riesen. Aus dem Englischen von Ingrid Herrmann-Nytko. Heyne, München 2006, ISBN 978-3-453-52114-8.
3. Whitemantle. HarperCollins, London 2006, ISBN 978-00-0716927-6.
Deutsch: Das Kind des Winters. Aus dem Englischen von Ingrid Herrmann-Nytko. Heyne, München 2008, ISBN 978-3-453-52115-5

Veröffentlicht auf CreateSpace.com:
- Death Valley Scotty. 2012.[2]
- Sheer Purgatory. 2014.[3]
- The Deadly Playground, 1914. 2014.[4]